# Fosfato dideutério de potássio
Fosfato dideutério de potássio, ou fosfato diidrogênio de potássio deuterado (KD2PO4) ou, como abreviado na literatura, DKDP (do inglês deuterated potassium - K - dihydrogen phosphate) é um composto químico, o sal de potássio e fosfato deuterado não completamente neutralizado, cujos monocristais são amplamente utilizados em óptica não linear como os geradores de segundo, terceiro e quarto harmônicos para lasers Nd:YAG e Nd:YLF. São também encontrados em aplicações eletro-ópticas como comutação-Q para lasers Nd:YAG, Nd:YLF, alexandrita e Ti-safira, assim como para células Pockels.
DKDP é intimamente relacionado com fosfato monopotássico (KDP), KH2PO4. A substituição de hidrogênio por deutério no DKDP abaixa a frequência de vibrações O-H e seus sobretons (harmônicos de alta ordem). A absorção de luz por esses sobretons é prejudicial para o lasers infravermelhos, nos quais cristais de DKDP e KDP são usados. Consequentemente, apesar de um custo maior, o DKDP é mais popular do que o KDP.
Os cristais de DKDP são cultivados por um método de solução aquosa num nível usual de deuteração >98%. 